# 도연재
도연재(道淵齋)는 경상북도 고령군 쌍림면 합가리에 있는, 점필재(佔畢齋) 김종직(金宗直, 1431～1492)의 높은 뜻을 기리기 위해 지방 유림들이 조선 고종(高宗) 원년(1886)에 건립하여 유생을 가르치고 제사를 모시는 재실이다. 1985년 8월 5일 경상북도의 문화재자료 제111호로 지정되었다.

## 개요
이 건물은 점필재(佔畢齋) 김종직(金宗直, 1431～1492)의 높은 뜻을 기리기 위해 지방 유림들이 조선 고종(高宗) 원년(1886)에 건립하여 유생을 가르치고 제사를 모시는 재실이다.
도연재는 종택(宗宅)에서 남서쪽으로 약 100m 거리에 위치하고 있으며, 정면 5칸, 측면 2칸의 ‘ㅡ’자형 맞배지붕으로 상부가구는 5량가이며, 소로수장집이다. 건물의 좌측 전면에는 높은 누마루를 두었으며, 그 하부에는 광을 설치하였다. 우측에는 전면이 개방된 대청을 두었는데 우측면과 배면의 각 칸에는 쌍여닫이 판문이 설치되었고, 대청 좌측에는 전면에 툇마루를 둔 2통칸 온돌방이 설치되었으며, 대청과 방 사이에는 2분합 들문을 달아 개방할 수 있게 하였다.
문간채는 정면 3칸, 측면 1칸 규모의 맞배집으로 좌측에는 측간, 가운데 대문칸, 우측에는 방을 두었다

## 참고 자료
- 도연재 - 국가유산청 국가유산포털